# Хайтарма (танець)

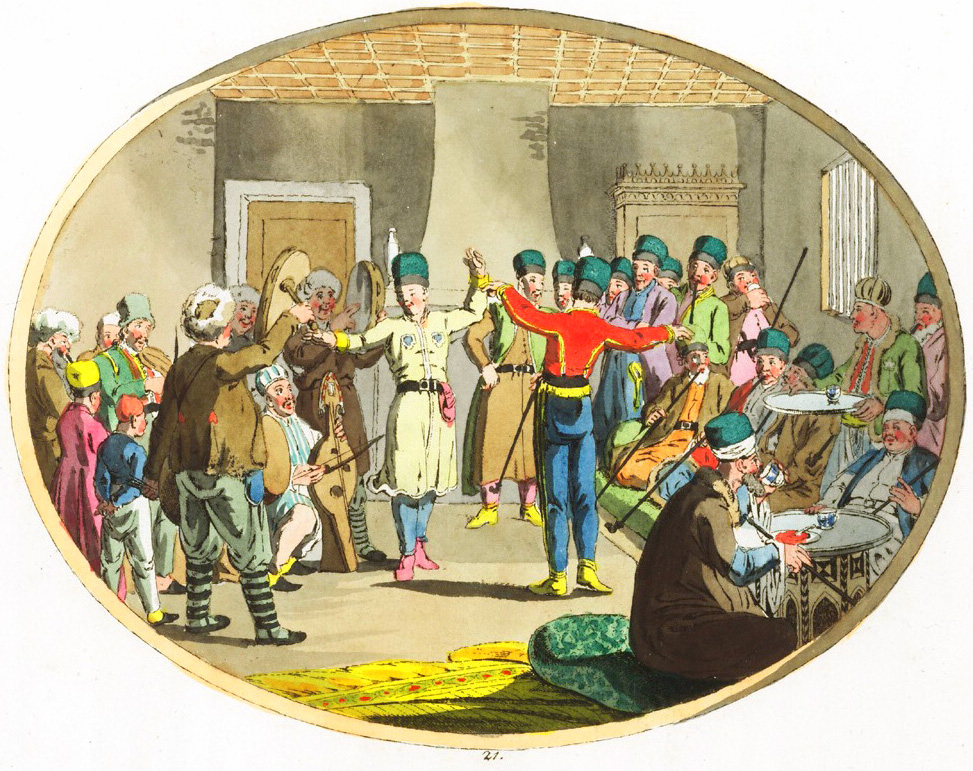
Гравюра Крістіана Ґайслера, на якій зображено виконання хайтарми, 1790-ті роки

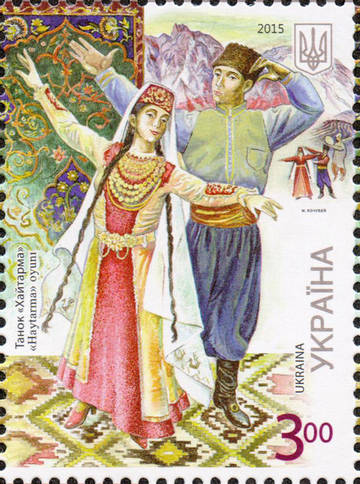
Хайтарма на поштовій марці України, 2015 рік

Хайтарма (крим. Qaytarma, Повернення) — кримськотатарський святковий народний танець.
Танець символізує природні цикли та вічний рух. Чоловік під час танцю тримається струнко, руки витягує в різні боки, а пальці стикає в кулаки. Робить стрімкі й запальні рухи з невеликими підстрибуваннями. Натомість жінка діє пластично без різких рухів із акуратними рухами ніг і плечей, роблячи плавні обертальні рухи руками. При цьому в деяких джерелах вказують, що танець можуть виконувати тільки жінки або жінки окремо від чоловіків.

## Історія
Дослідник Анатолій Богород припускає, що хайтарма походить від суфійського танцю дервішів.
За іншою версією, коріння танцю пов'язано з появою сефардів у Криму після їх вигнання з Піренейського півострова в 1492 році. В Криму танець перейняли кримські цигани (урмачель). Автори цієї версії вказують, що вперше хайтарму згадано в 1793 році. Крім того, танець в різних варіаціях використовують не тільки кримські татари, а й кримчаки, караїми, уруми та греки Приазов'я.
У 1903 році композитор Олександр Спендіаров вперше виконав мелодію «Хайтарма». Матеріал для пісні він зібрав під час перебування в Карасубазарі. При цьому Спендіаров записав мелодію з нехарактерним для музики народів Криму розміром 3/8 замість ритму 7/8.
Влітку 1925 року відбулася археологічно-етнографічна експедиція в Криму, в якій брали участь Усеїн Боданинський, Осман Акчокракли і Асан Рефат. Під час експедиції було записано 25 версій танцю. На основі зібраних матеріалів Рефат у книзі «Пісні кримських татар» 1932 роки зробив висновок про те, що хайтарма є виключно кримськотатарською танцем і не властива народам Кавказу, Туреччини або Ірану. В роботі Сергія Зайченка «Танці греків Приазов'я» 1995 року наведено дослідження 22 населених пунктах регіону, під час якого також було зафіксовані різні варіанти танцю. Зайченко охарактеризував музичний ритм хайтарми як 9/8 або 7/8, що характерно для тюркської культури. З цього дослідник зробив висновок про те, що танець не можна віднести до грецької культури.